# Zabil jsem Einsteina, pánové…
Zabil jsem Einsteina, pánové… je filmová sci-fi komedie natočená v Československu roku 1969. Film o délce 95 minut s tématem cestování v čase režíroval Oldřich Lipský. 

## Děj
Na Zemi je lidstvo v roce 1999 nespokojeno s vývojem, protože ženám rostou vousy a nemohou mít děti. Za vše asi mohou nukleární fanatici s G-bombou. Profesor David Moore upozorní na to, že G-bomba je vlastně důsledek objevů Alberta Einsteina a navrhne vyslání expedice, která vrátí časem o 88 let zpět s cílem fyzika zabít během jeho pobytu v Praze tím, že na něj má spadnout lustr. Expedice se však nezdaří, když se členka výpravy, historička Gwen Williamsová do Einsteina zamiluje a další člen výpravy profesor Frank Pech se z ní vůbec nevrátí, protože se v důsledku změn historie vlastně vůbec nenarodí. Další expedice profesora Moora se v Praze utká se členy bandy nukleárních fanatiků profesora Granta, kteří se smrti Einsteina snaží zabránit; spojí se historičkou Williamsovou, která z lásky Einsteina sice zachrání před atentátem, ale zároveň ho přesvědčí, že je mizerný fyzik, ale skvělý houslista. Einstein tedy neučiní své objevy, jenže místo nukleárních fanatiků v roce 1999 svět ohrožují fanatici chemičtí; v důsledku jejich fertilizačního plynu mužům rostou ňadra a jsou neplodní.
Ve filmu dochází k řadě vtipných zádrhelů, k časovým paradoxům atd.

## Herecké obsazení
| Jiří Sovák           | profesor David Moore                  |
| Jana Brejchová       | doktorka Gwen Williamsová, historička |
| Lubomír Lipský       | profesor Frank Pech                   |
| Iva Janžurová        | Betsy, Frankova žena                  |
| Petr Čepek           | Albert Einstein                       |
| Svatopluk Beneš      | Giacometti, tajemník OSN              |
| Jan Libíček          | Smith, člen bandy                     |
| Viktor Maurer        | Snyder, sekretář OSN                  |
| Stella Zázvorková    | Wertheimová                           |
| Helena Růžičková     | kuchařka                              |
| Andrea Čunderlíková  | klapka                                |
| Václav Vydra ml.     | režisér                               |
| Miloš Kopecký        | Guido Wertheim, bankéř                |
| Josef Kemr           | prof. Hughes                          |
| Jiří Hálek           | muž s knírkem, člen bandy             |
| Josef Hlinomaz       | velitel policie                       |
| Vladimír Hlavatý     | rada Vágner                           |
| Karel Effa           | zástupce velitele policie             |
| Radoslav Brzobohatý  | profesor Robert Grant                 |
| Jaroslav Štercl      | vrchní Franz, nešikovný číšník        |
| Otto Lackovič        | asistent                              |
| Helena Růžičková     | kuchařka                              |
| Josef Hlinomaz       | policejní inspektor                   |
| Jiří Krampol         | asistent                              |
| Josef Bláha          | ředitel ústavu                        |
| Josef Beyvl          | chlípný profesor Wurm                 |
| Regina Rázlová       | skriptka                              |
| Dana Hlaváčová       | komorná Emilka                        |
| Svatopluk Skládal    | nosič                                 |
| Oldřich Musil        | rektor Rath                           |
| Mirko Musil          | delegát – muž s ňadry                 |
| Jiří Lír             | lékárník Lier                         |
| Stella Májová        | manželka                              |
| Ljuba Skořepová      | dáma s lorňonem                       |
| Jan Pohan            | pobočník                              |
| Zdeněk Braunschläger | jídlonoš                              |
| Oldřich Velen        | dirigent v Národním divadle           |

## Zajímavosti
- V tomto filmu se objevila pravděpodobně první (leč fiktivní) selfie tyč světa.[2]
- Albert Einstein se roku 1911 skutečně nacházel v Praze.[3]